# Epirrhoe kurzi
Epirrhoe kurzi är en fjärilsart som beskrevs av Hirschke 1910. Epirrhoe kurzi ingår i släktet Epirrhoe och familjen mätare. Inga underarter finns listade i Catalogue of Life.